# 641
Cette page concerne l'année 641  du calendrier julien. Pour l'année 641 av. J.-C., voir 641 av. J.-C. Pour le nombre 641, voir 641 (nombre).
L'année 641 est une année commune qui commence un lundi.

## Événements

### Asie
- Printemps : le roi tibétain de Lhassa Songsten Gampo  épouse une infante chinoise, Wencheng[1].

### Proche-Orient
- 9 avril, Égypte : reddition de la forteresse de Babylone[2].
- 13 mai : prise de Nikiou par les Arabes de Amr ibn al-As[2].
- Fin juin : assaut sur Alexandrie[2].
- 14 septembre : le patriarche d'Alexandrie Cyrus est rétabli sur son siège[2].
- 8 novembre : les Arabes prennent Alexandrie[2]. Les Byzantins ont onze mois pour évacuer la ville en emportant leurs biens. Les 40 000 Juifs sont autorisés à rester. Deux cents otages Grecs et Égyptiens garantissent la bonne exécution du traité de paix.

- Première expédition d'Abdallah Ibn Saad contre la Nubie (641-642)[3].
- Incendie de la bibliothèque d’Alexandrie, relaté par l’historien arabe Abd al-Latif al-Baghdadi, mort en 1231 (le fait n’est pas attesté)[4].

### Europe
- 12 mars[5] : début du règne de Constantin III Héraclius, Héraclonas et Martine, empereurs byzantin associés[6]. À la mort d’Héraclius, ses fils Constantin et Héraclonas se dressent l’un contre l’autre pour lui succéder.
- 13 mai : Éloi (né vers 588) est consacré évêque de Noyon-Tournai[7]. Il tente sans succès de convertir les païens d’Anvers.
- 23 juin[5] : à la mort de Constantin (empoisonné ?), Héraclonas et Martine règnent seuls[6].
- Septembre[6] : les troupes d’Asie, soulevées par l’officier arménien Valentin obligent Héraclonas et sa mère Martine à s’associer à Constant II, fils de Constantin, âgé de 11 ans.

- Grimoald, fils de Pépin de Landen, maire d’Austrasie après le meurtre d'Otton[8].
- Le duc Radulf de Thuringe se soulève. Sigebert III, entouré du maire du Palais Grimoald et du duc Adalgisel passe le Rhin avec une armée. Il obtient un premier succès lors duquel l'Agilolfing Fara est tué. Radulf se retranche dans un camp sur les bords de l'Unstrut. Il profite des dissensions entre les Francs pour faire une sortie et les mettre en déroute. Il acquiert son indépendance vis-à-vis des Francs.

## Décès en 641
- 11 mars : Héraclius, empereur byzantin[5].
- 17 novembre : Jomei, empereur du japon.